# Rhophitulus solani
Rhophitulus solani là một loài Hymenoptera trong họ Andrenidae. Loài này được Ducke mô tả khoa học năm 1913.